# Dorothy Cannell
Pour les articles homonymes, voir Cannell.
Dorothy Cannell, née le 23 juin 1943 à Nottingham, en Angleterre, est une femme de lettres anglo-américaine, auteure de roman policier.

## Biographie
Après une jeunesse passée en Angleterre, elle part aux États-Unis en 1963 et, pendant 37 ans, vit avec son mari à Peoria, dans l'État de l'Illinois. En 2005, les époux déménagent à Belfast, dans l'État du Maine.
En 1984, elle publie son premier roman, The Thin Woman avec lequel elle commence une série policière humoristique consacrée aux enquêtes menées par Ellie Haskell, une décoratrice d'intérieur qui, flanquée de Ben, son écrivain et chef cuisinier de mari, adore démêler des énigmes criminelles. Le couple est souvent entraîné dans des aventures rocambolesques par Hyacinth et Primrose Tramwell, deux sœurs un peu piquées qui ont fondé la Flowers Detection Agency.
En 1994, avec la nouvelle The Family Jewels, Dorothy Cannell est lauréate du prix Agatha de la meilleure nouvelle.

## Œuvre

### Romans

#### SérieEllie Haskell
- The Thin Woman (1984)
- The Widow's Club (1988)
- Mum's the Word (1990)
- Femmes Fatal (1992)
- How to Murder Your Mother-In-Law (1994)
- How to Murder the Man of Your Dreams (1995)
- The Spring Cleaning Murders (1998)
- The Trouble with Harriet (1999)
- Bridesmaids Revisited (2000)
- The Importance of Being Ernestine (2002)
- Withering Heights (2007)
- Goodbye, Ms. Chips (2008)
- She Shoots to Conquer (2009)

#### SérieFlorence Norris
- Murder at Mullings (2014)
- Death at Dovecote Hatch (2015)
- Peril in the Parish (2022)

#### Autres romans
- Down the Garden Path (1985)
- God Save the Queen (1997)
- Naked Came The Farmer (1998) (coécrit avec Nancy Atherton (en), Terry Bibo, Steven Burgauer, David Everson, Philip José Farmer, Joseph Flynn, Julie Kistler, Jerry Klein, Bill Knight, Tracy Knight, Garry Moore et Joel Steinfeldt)
- The Sunken Sailor (2004) (coécrit avec Simon Brett, Jan Burke, Margaret Coel (en), Deborah Crombie, Eileen Dreyer (en), Carolyn Hart, Edward Marston, Francine Mathews, Sharan Newman, Alexandra Ripley, Walter Satterthwait, Sarah Smith et Carolyn Wheat)
- Sea Glass Summer (2012)

### Recueil de nouvelles
- The Family Jewels and Other Stories (2001)

### Nouvelles
- The High Cost of Living (1990)
- The January Sales Stowaway (1991)
- The Family Jewels (1994)
- Cupid's Arrow (1995)

## Prix et distinctions

### Prix
- Prix Agatha 1994 de la meilleure nouvelle pour The Family Jewels[1]

### Nominations
- Prix Agatha 1986 du meilleur roman pour Down the Garden Path
- Prix Agatha 1988 du meilleur roman pour The Widow's Club[1]
- Prix Anthony 1989 pour The Widow's Club[2]
- Prix Agatha 1990 de la meilleure nouvelle pour The High Cost of Living[1]
- Prix Agatha 1991 de la meilleure nouvelle pour The January Sales Stowaway[1]
- Prix Agatha 1995 de la meilleure nouvelle pour Cupid's Arrow[1]